# Isoplexis
Isoplexis és una secció botànica de 4 espècies dins el gènere Digitalis. Difereixen les Isoplexis d'altres plantes del gèneres Digitalis pel fet que les seves flors són monosimètriques (de vegades anomenades zigomorfes) tenen un gran llavi superior i no pas un gran llavi inferior i que les espècies són endemismes de les Illes Canàries (les espècies D. canariensis, D. chalcantha, i D. isabelliana) i de Madeira (D. sceptrum).
La posició de Isoplexis com a secció dins Digitalis va ser finalment provada per Carvalho el 1999 usant dades moleculars i publicada per Brauchler et al. el 2004.
Les espècies d'Isoplexis creixen en hàbitats boscosos.
Les flors de les Isoplexis semblen estar adaptades a la pol·linització per ocells. S'ha demostrat recentment que estan adaptades a ser pol·linitzades per l'ocell Phylloscopus canariensis i Sylvia melanocephala leucogastre (Olesen 1985, Ollerton et al. 2008).

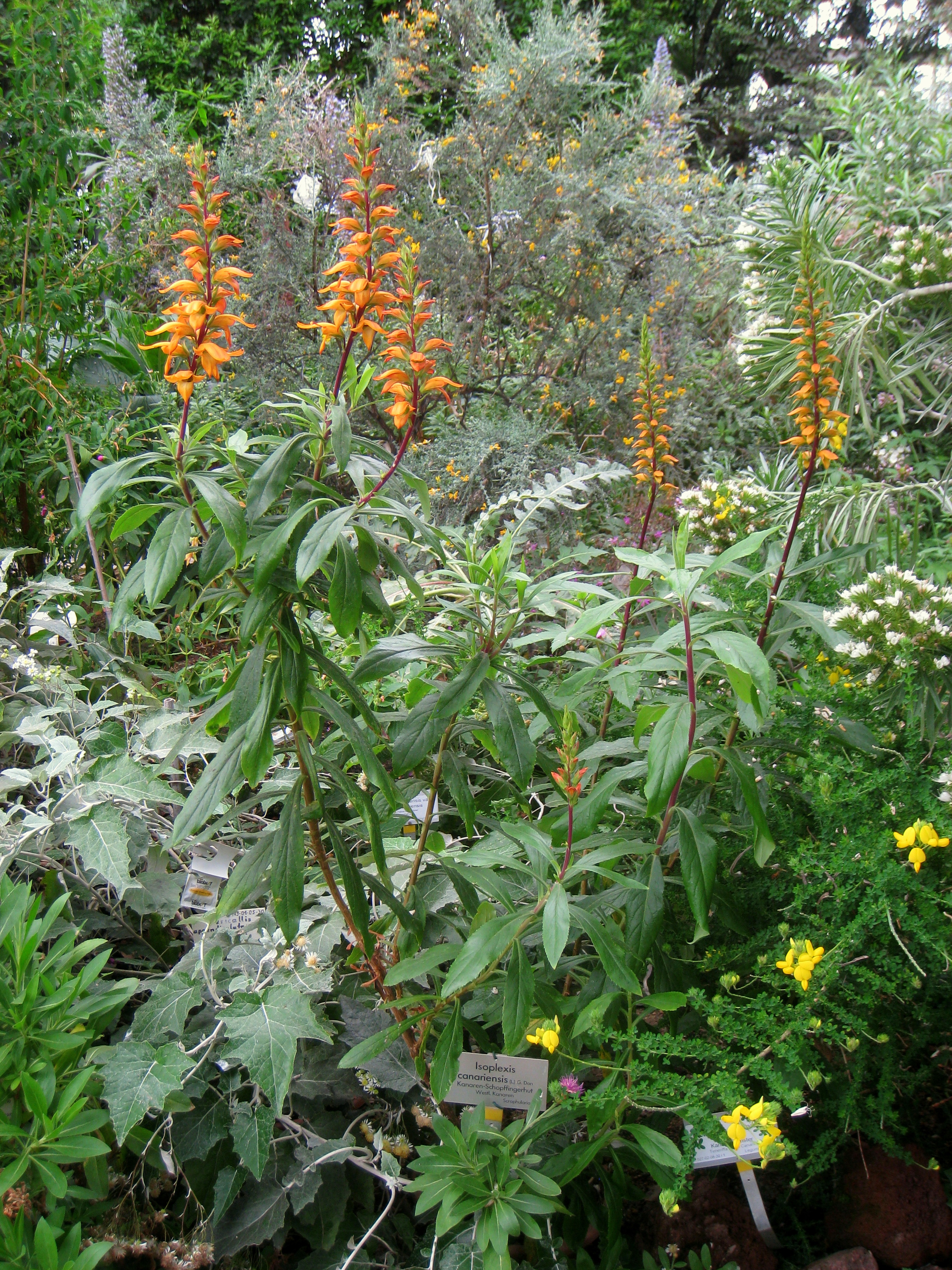
Isoplexis canariensis
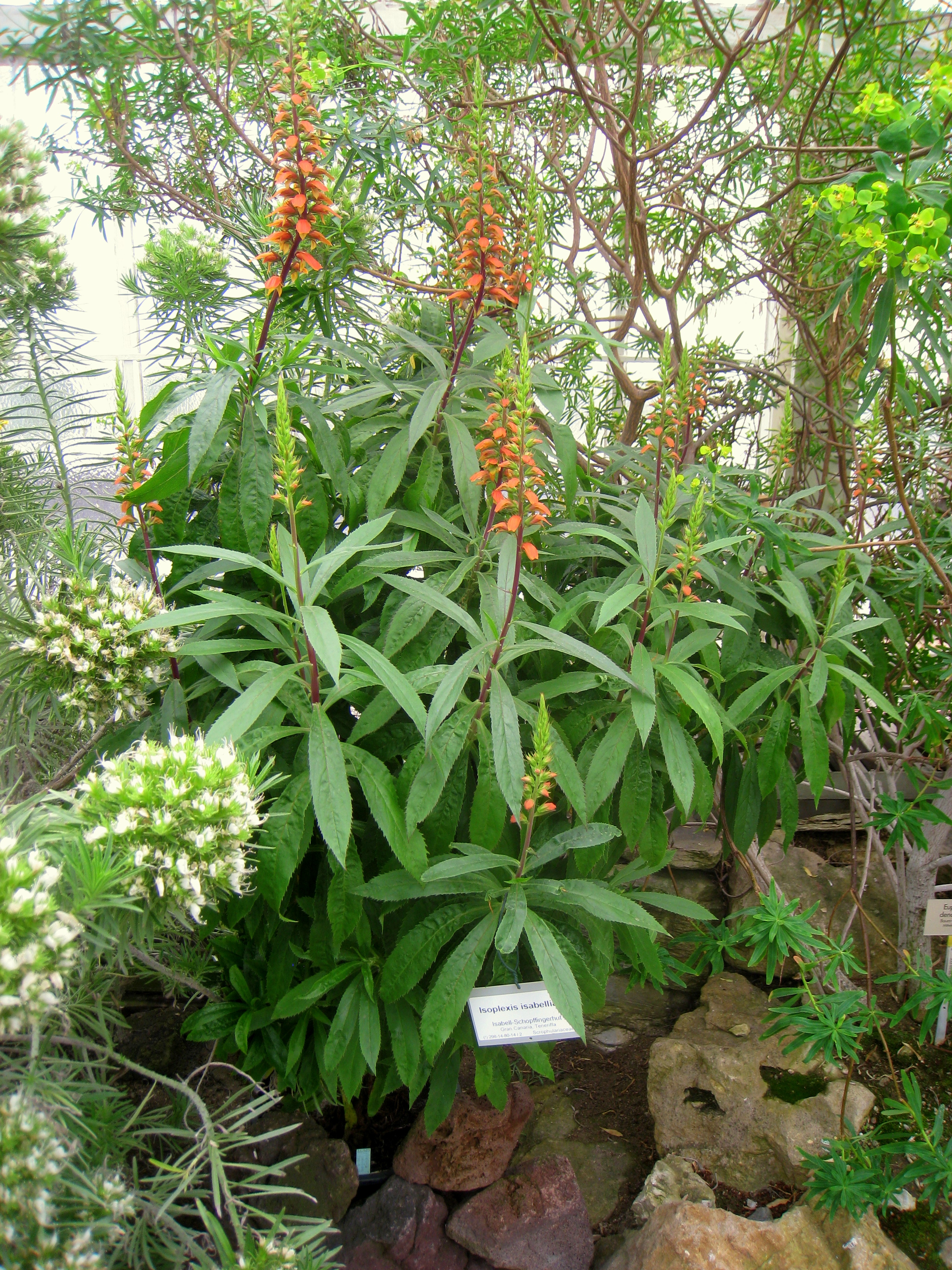
Isoplexis isabelliana